# Das Sowjet-Paradies

Das Sowjet-Paradies, en français Le paradis soviétique, est le titre d'une exposition antisoviétique organisée sous l'Allemagne nazie par la direction de la propagande du Reich du NSDAP du 8 mai au 21 juin 1942. Elle a lieu au Lustgarten et accueille 1,3 million de personnes.
Des pavillons en forme de tente avec des photos, des graphiques, des peintures, des objets pillés et des armes sont installés sur neuf mille mètres carrés. La pièce maîtresse est une réplique prétendument fidèle à l'original, mais en réalité falsifiée, d'un quartier de la ville de Minsk et d'un village soviétique où la vie est dépeinte comme misérable. Certaines photos ont été prises en prenant comme figurants des prisonniers du camp de concentration de Sachsenhausen.
Le spectacle est préparé pendant des semaines et, selon le catalogue, est censé montrer « la pauvreté, la misère, la dépravation et la détresse » en Union soviétique, cherchant ainsi à justifier la guerre sur le Front de l'Est et à renforcer la persévérance de la population allemande.
Le groupe de résistance au nazisme constitué autour d'Herbert et Marianne Baum tente d'incendier l'exposition le 18 mai 1942. Bien que seuls des dégâts matériels mineurs aient été causés, au moins 33 combattants clandestins sont arrêtés et exécutés. La veille, un groupe dirigé par Harro Schulze-Boysen, parmi lesquels Fritz Thiel (de) et Maria Terwiel, collent un millier de tracts avec l'inscription ironique « Exposition permanente / Le PARADIS NAZI / La guerre la faim les mensonges la Gestapo / Combien de temps encore ? ». Plusieurs membres de ce groupe payent cette action de leur vie.
En réponse à l'incendie, 500 Juifs de Berlin sont arrêtés comme « otages » le 27 mai, et déportés au camp de concentration de Sachsenhausen. Les 28 et 29 mai 1942, le Reichsfuhrer SS Heinrich Himmler y ordonne l'assassinat de 250 Juifs en représailles, dont 154 parmi ceux arrêtés à Berlin et 96 de Sachsenhausen. Ces meurtres de masse ont lieu à la Station Z : dans ce bâtiment, destiné à être un crématorium et un lieu d'extermination, se trouve une installation de tir testée par les SS sur des victimes juives, comme le rapporte Paul Sakowski.
Avant l'exposition de Berlin, Le paradis soviétique avait déjà été présenté à Vienne et à Prague.